# Tieo
Tieo o Tío (en griego, Τίειον) era una antigua ciudad griega de Paflagonia. 
Estrabón la ubica al oeste del río Partenio, señala que estaba habitada por la tribu de los caucones y que en su tiempo era una ciudad pequeña de la que destacaba que de allí procedía Filetero, que era el fundador de la dinastía atálida. Estaba cerca de Bitinio. El geógrafo añade que la ciudad de Tío, junto a las de Citoro, Cromne y Sésamo, se habían unido en sinecismo para formar la ciudad de Amastris, fundada en el año 300 a. C., aunque Tío se separó del sinecismo poco después.
El Periplo del Pseudo-Escílax menciona que tenía un puerto.
Se localiza en la actual ciudad turca de Filyos, en la provincia de Zonguldak.